# Лисбон (Ајова)
Лисбон (енгл. Lisbon) град је у америчкој савезној држави Ајова. По попису становништва из 2010. у њему је живело 2.152 становника.

## Демографија
Према попису становништва из 2010. у граду је живело 2.152 становника, што је 254 (13,4%) становника више него 2000. године.
| Група             | 2000.         | 2010.         |
| Белци             | 1.839 (96,9%) | 2.092 (97,2%) |
| Афроамериканци    | 7 (0,4%)      | 11 (0,5%)     |
| Азијати           | 2 (0,1%)      | 2 (0,1%)      |
| Хиспаноамериканци | 18 (0,9%)     | 25 (1,2%)     |
| Укупно            | 1.898         | 2.152         |